# آندروورانتو
آندروورانتو (به لاتین: Andevoranto) یک منطقهٔ مسکونی در ماداگاسکار است که در آتسینانانا واقع شده‌است. آندروورانتو ۳۲۵ کیلومتر مربع مساحت و ۱۰٬۷۲۳ نفر جمعیت دارد.